# Yankee Stadium (1923)
 (novembre 2020).
Si vous disposez d'ouvrages ou d'articles de référence ou si vous connaissez des sites web de qualité traitant du thème abordé ici, merci de compléter l'article en donnant les références utiles à sa vérifiabilité et en les liant à la section « Notes et références ».
Le Yankee Stadium (surnommé The House That Ruth Built, The Big Ballpark in the Bronx ou The Stadium) est un stade de baseball, construit en 1922 et démoli en 2010. Il était situé dans l'arrondissement du Bronx à New York, aux États-Unis.
De 1923 à 2008, ses locataires furent les Yankees de New York, une équipe de baseball de la Ligue majeure qui évolue dans la Ligue américaine, mais entre 1974 et 1975 l'équipe fut obligée de jouer dans le Shea Stadium car le stade était alors en rénovation. Une autre équipe du nom de New York Yankees de la NFL a joué dans le Yankee Stadium entre 1926 et 1928. Avant la construction du Giants Stadium, les Giants de New York y ont évolué lors des saisons 1956 à 1973 dans la Ligue nationale de football ainsi que le New York Cosmos lors de la saison 1971 de la North American Soccer League. Le Yankee Stadium avait une capacité de 57 545 places assises donc il était le plus grand stade de la MLB.

## Histoire
Le Yankee Stadium était considéré comme un monument historique car c'était l'un des plus vieux stades de la ligue. Les Yankees de New York, alors connus sous le nom de New York Highlanders (1903-1912), ont commencé à jouer au Hilltop Park doté de 16 000 sièges en 1903. L'équipe a joué au Hilltop Park jusqu'à la saison 1912, année où son bail a expiré. Elle a alors accepté une invitation de jouer au Polo Grounds, où les Giants de New York évoluaient. Après le déménagement au Polo Grounds, les Highlanders ont changé leur nom en « Yankees ». L'équipe a passé dix ans au Polo Grounds. Avec les Yankees, Babe Ruth a battu le record de coups de circuit et l'équipe a attiré plus fans que les Giants de New York. Les Yankees ont dû quitter le Polo Grounds après la saison 1922.

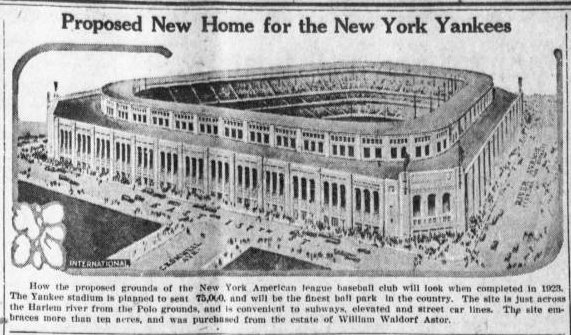
Illustration d'un journal américain (1921) montrant le nouveau stade, prévu pour 1925.

Les Yankees ont immédiatement commencé à rechercher un terrain pour construire un nouveau stade de baseball. Un emplacement de dix acres à moins de deux kilomètres du Polo Grounds dans le Bronx a été acheté pour y construire un stade. Le 6 février 1921, l'équipe a publié un communiqué de presse pour annoncer l'achat de la propriété dans l'ouest du Bronx. Le terrain fut acheté du domaine de William Waldorf Astor pour 675 000 $ dollars. Conçu par Osborn Engineering, à l'origine le projet prévoyait un stade avec trois niveaux de tribunes entourant le terrain entier. C’était le premier stade de baseball à trois balcons; il comptait 58 000 sièges. La construction du stade a commencé le 5 mai 1922. Il a été construit principalement avec de l'acier et du béton. Le bâtiment, nommé Yankee Stadium, a été construit en seulement 284 jours. Il a ouvert ses portes le 18 avril 1923.
En 1923, les Yankees ont déménagé dans leur nouveau stade situé à l'intersection de la 161e Rue Est et de River Avenue. Ce site a été choisi parce que la ligne de métro Jerome Avenue (maintenant NYCTA ligne numéro 4) a un arrêt pratiquement sur les murs à l’extérieur du stade. Lors du premier match, Babe Ruth a frappé un circuit, le premier dans le nouveau stade. Le Babe a aussi attiré des foules énormes au Yankee Stadium, c'est pourquoi le surnom de « La Maison que Ruth a Construite » (The House That Ruth Built) lui a été attribué. Il terminera l’année avec « seulement » 41 circuits, mais a obtenu 170 buts sur balles, frappant pour.393, la plus haute moyenne au bâton pour un joueur des Yankees.
Quelques années plus tard, des changements ont été apportés. La tribune principale fut prolongée dans le champ gauche en 1928 et, un peu plus tard, celle du champ droit a aussi été prolongée en 1937. Les « bleachers » (gradins) en béton ont remplacé ceux en bois, dans le champ extérieur. En 1926 la capacité du Yankee Stadium passait à 62 000 places, 82 000 en 1927 avant de retomber à 67 113 en 1928. Un secteur du nom de « Monument Park » est créé en 1932 lorsqu'une une plaque en l'honneur de Miller Huggins a été dévoilée. D'autres plaques sur Babe Ruth, Lou Gehrig, et d'autres joueurs ont par la suite été installées. Les matchs de soir ont débuté au Yankee Stadium le 28 mai 1946, tandis qu'un nouveau tableau indicateur a été installé en 1959. Le stade a accueilli d'autres sports, tels que la boxe et le football américain, et ce jusqu'au début des années 1970.
Dans les années 1970 le stade a commencé à devenir vétuste. En 1971 Mike Burke, le propriétaire des Yankees, a commencé à parler de la construction d'un nouveau stade dans le New Jersey. Cependant, le maire John Lindsay a annoncé que la ville de New York achèterait le stade pour 24 millions$ et le rénoverait en 1972. La même année George Steinbrenner a acheté l'équipe. La restauration du Yankee Stadium (préparé par Burke et le maire de New York John Lindsay) s'est déroulée sous sa tutelle. Elle a été exécutée en deux ans (1974-75) pendant lesquels les Yankees ont joué leurs parties au domicile des Mets de New York, le Shea Stadium à Flushing, Queens.
Les rénovations au stade ont commencé juste après la saison en 1973. Des parties du Yankee Stadium ont été complètement démolies. Les nouveaux sièges en plastique bleus de 22 pouces ont remplacé les vieux sièges verts en bois de 18 pouces ramenant la capacité à 54 000 places. De nouvelles suites de luxe et concessions ont été ajoutées avec la transformation des tribunes de presse et des toilettes. Des escaliers mécaniques et des ascenseurs ont été ajoutés aux parties de l'extérieur du stade. La façade a été repeinte et la reproduction d'une batte de baseball de Louisville Slugger a été placée près de l'entrée du stade. Après deux ans de rénovations, le Yankee Stadium a rouvert le 15 avril 1976.

### Un nouveau stade
Au cours des années 2000, les Yankees désiraient un nouveau stade pour remplacer le désuet Yankee Stadium. En juin 2005, l'équipe a annoncé des plans pour la construction d'une nouvelle enceinte ultramoderne à côté de l'actuel stade. Le 16 août 2006, les travaux du nouveau Yankee Stadium ont commencé. Le projet a coûté environ 1,5 milliard $. Les Yankees ont commencé à jouer dans le nouvel édifice au début de la saison de baseball 2009.

## Démolition
La démolition du Yankee Stadium débute le 22 septembre 2008 et se termine le 13 mai 2010.

## Événements
- Séries mondiales, 1923, 1926, 1927, 1928, 1932, 1936, 1937, 1938, 1939, 1941, 1942, 1943, 1947, 1949, 1950, 1951, 1952, 1953, 1955, 1956, 1957, 1958, 1960, 1961, 1962, 1963, 1964, 1976, 1977, 1978, 1981, 1996, 1998, 1999, 2000, 2001 et 2003.
- Match des étoiles de la Ligue majeure de baseball, 1939, 1960, 1977 et 2008
- Gotham Bowl, 15 décembre 1962
- Whitney Young Urban League Classic, 1971 à 1987
- 46 combats de boxe anglaise ont eu lieu dans cette enceinte, dont 30 championnats du monde:
  - Joe Louis y a vaincu le champion allemand Max Schmeling le 22 juin 1938[1]
  - Rocky Marciano y a gagné quatre combats d'affilée
  - Le dernier combat a vu Mohamed Ali battre Ken Norton le 28 septembre 1976 pour conserver ses titres WBA et WBC des poids lourds[2]
- Visites papales :
  - Paul VI (1965),
  - Jean-Paul II (1969 comme cardinal et 1979)
  - Benoît XVI (2008)
- Concert de Billy Joel, 22 juin 1990
- Concert de U2, 1992

## Galerie

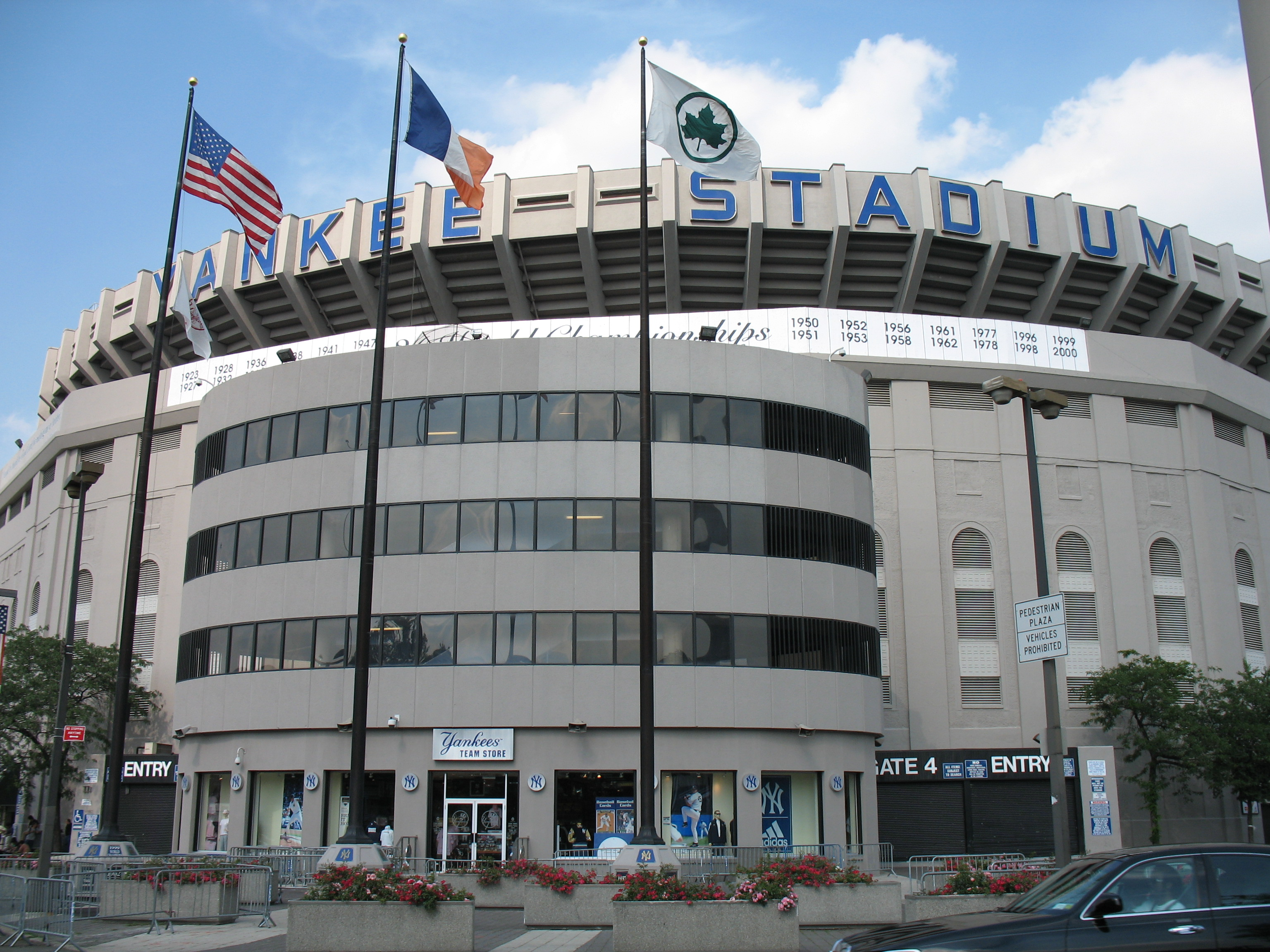
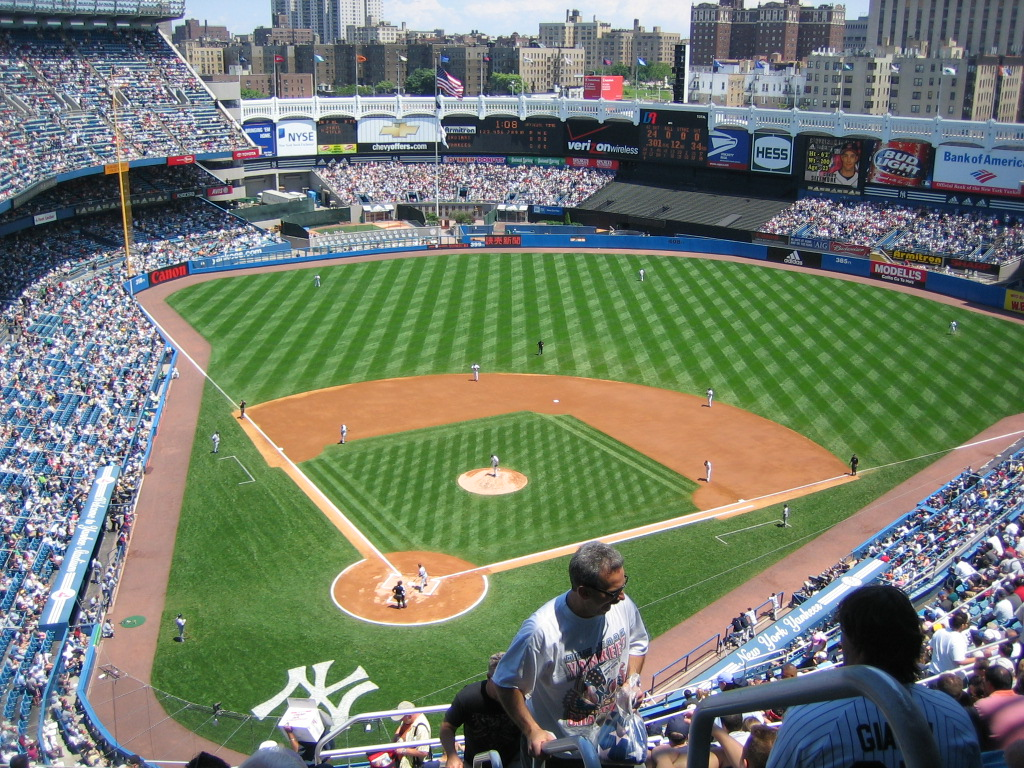
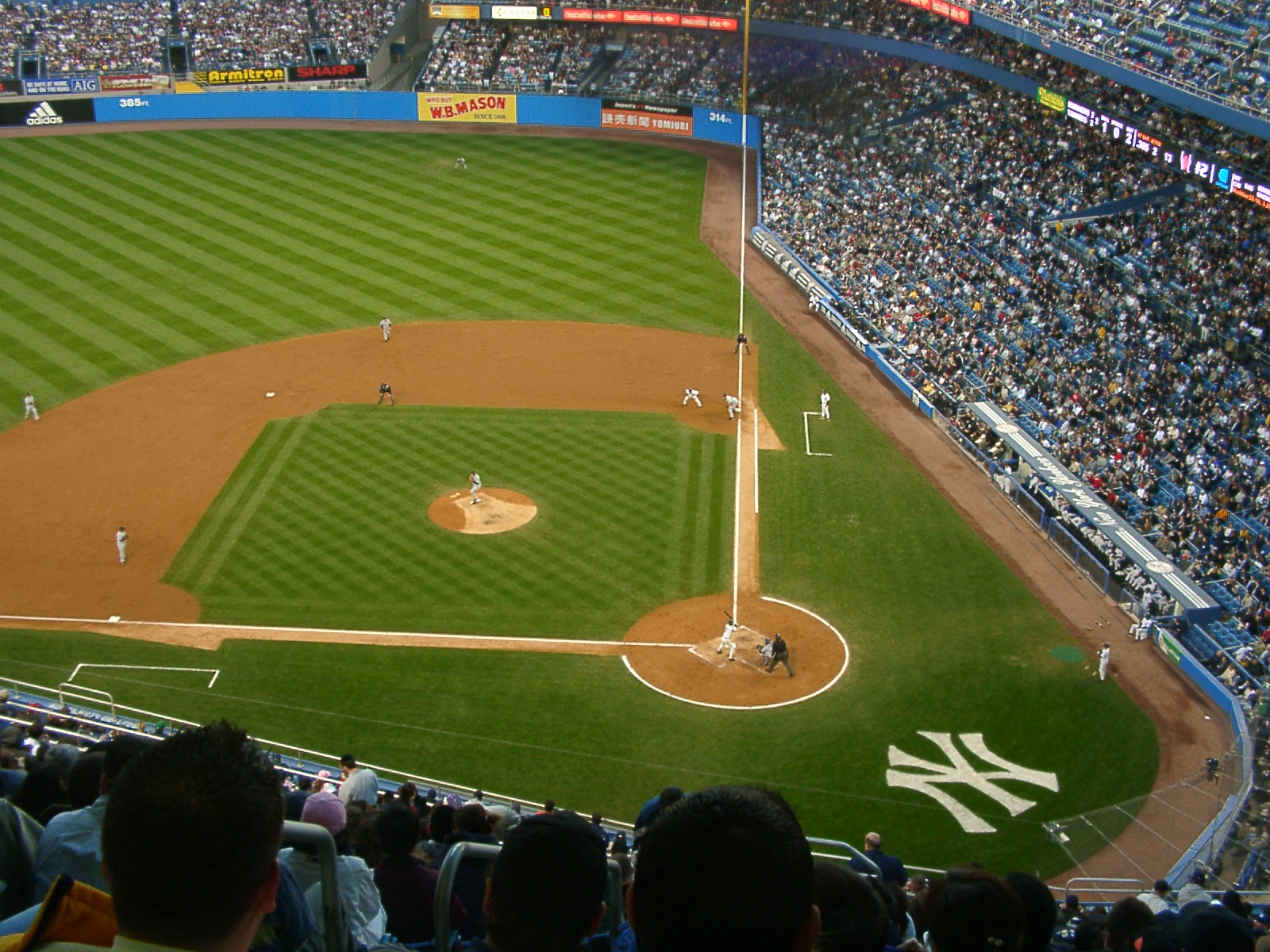
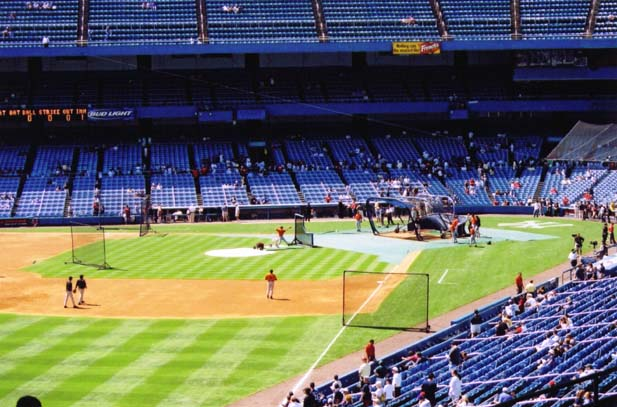
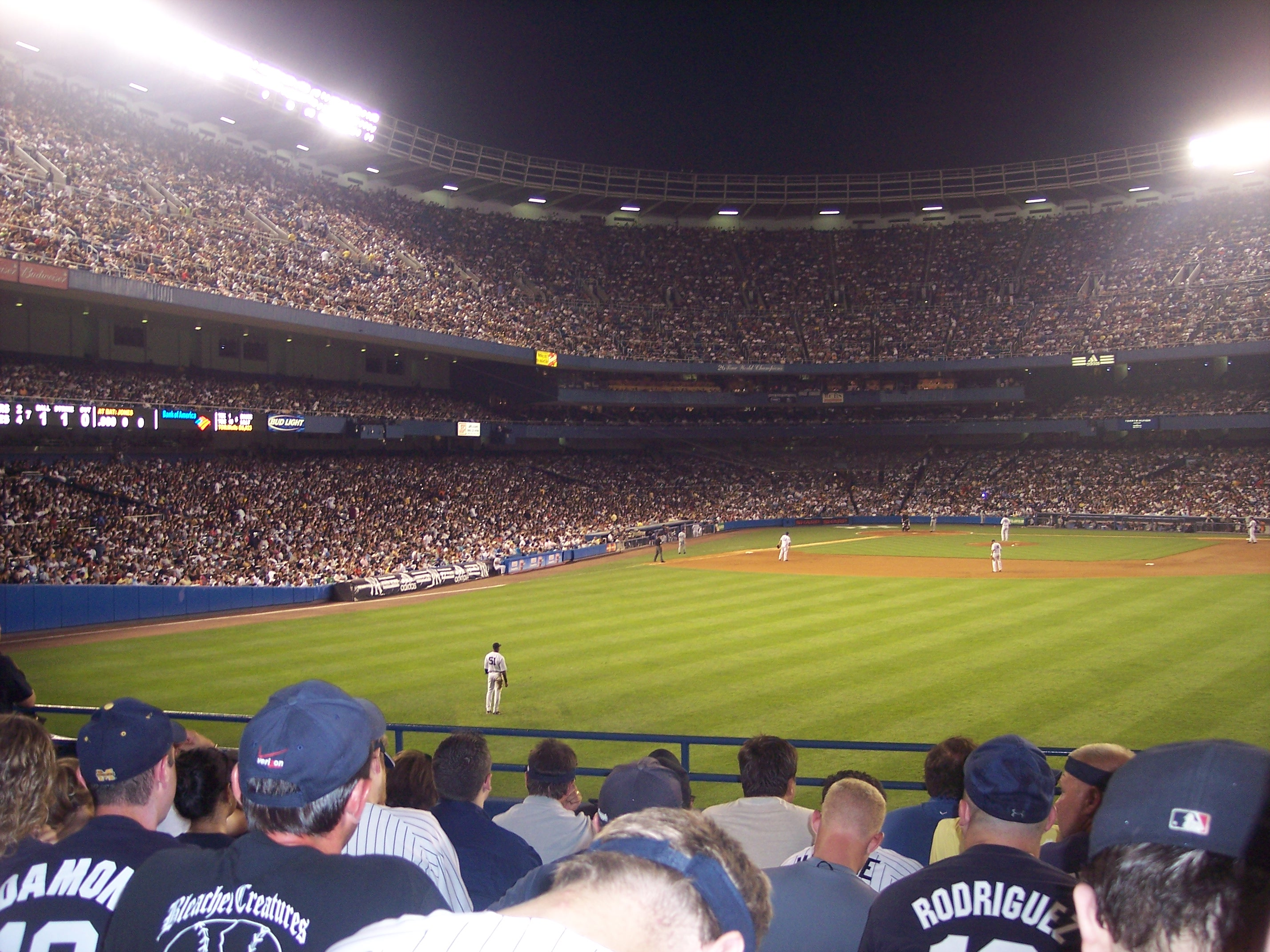
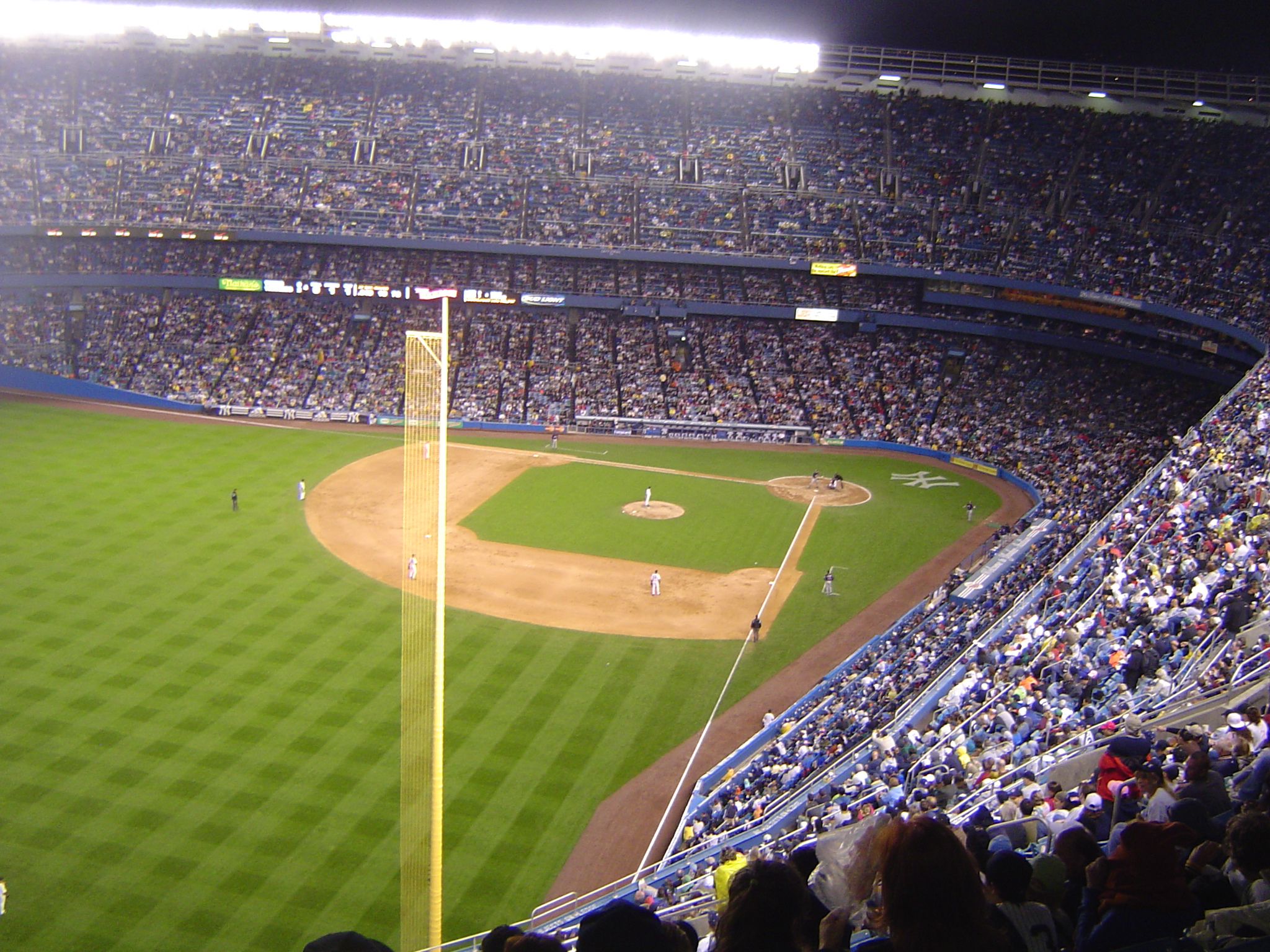
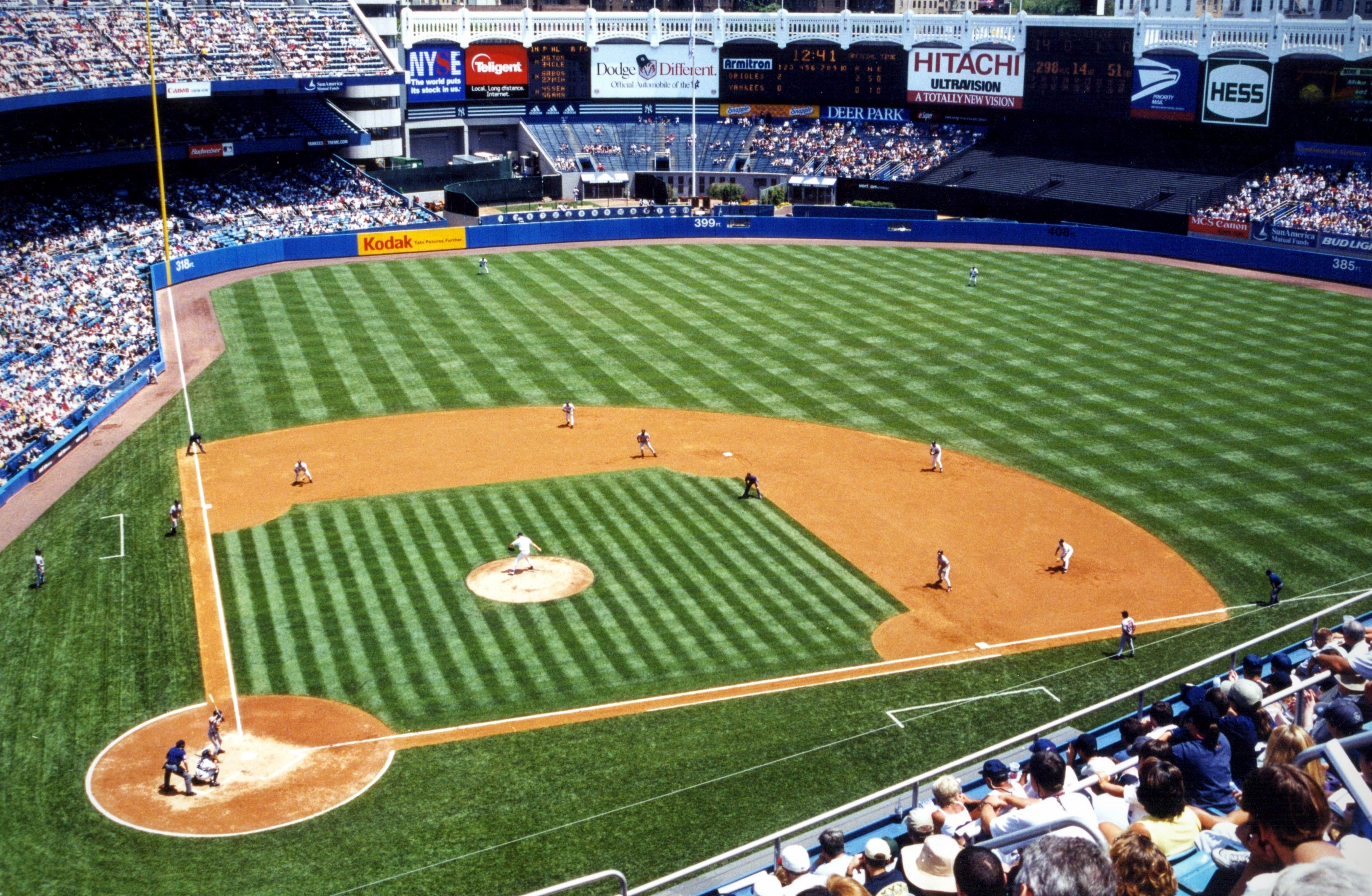
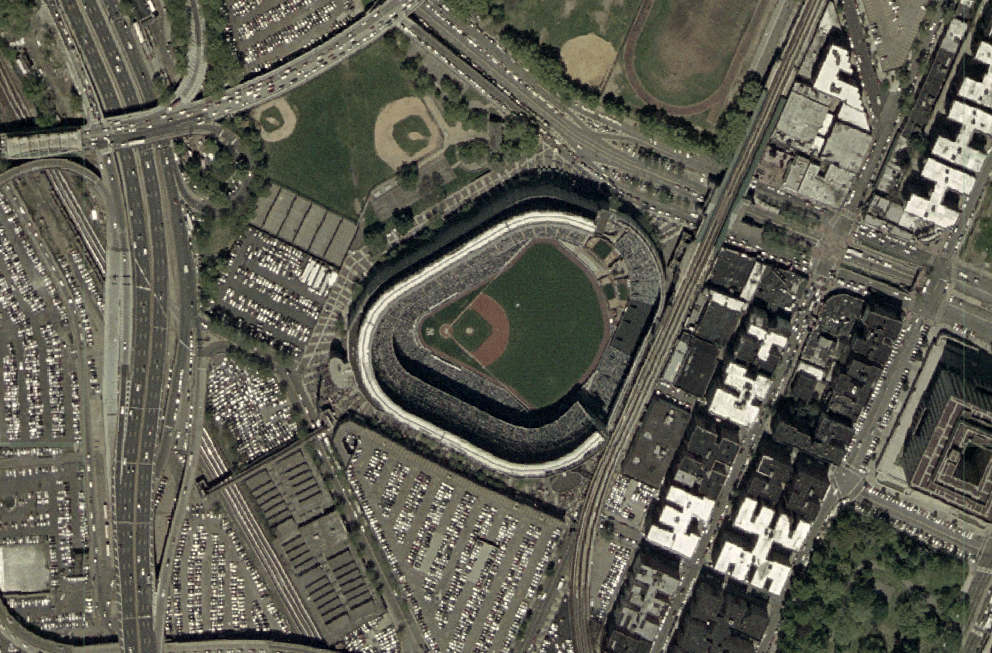
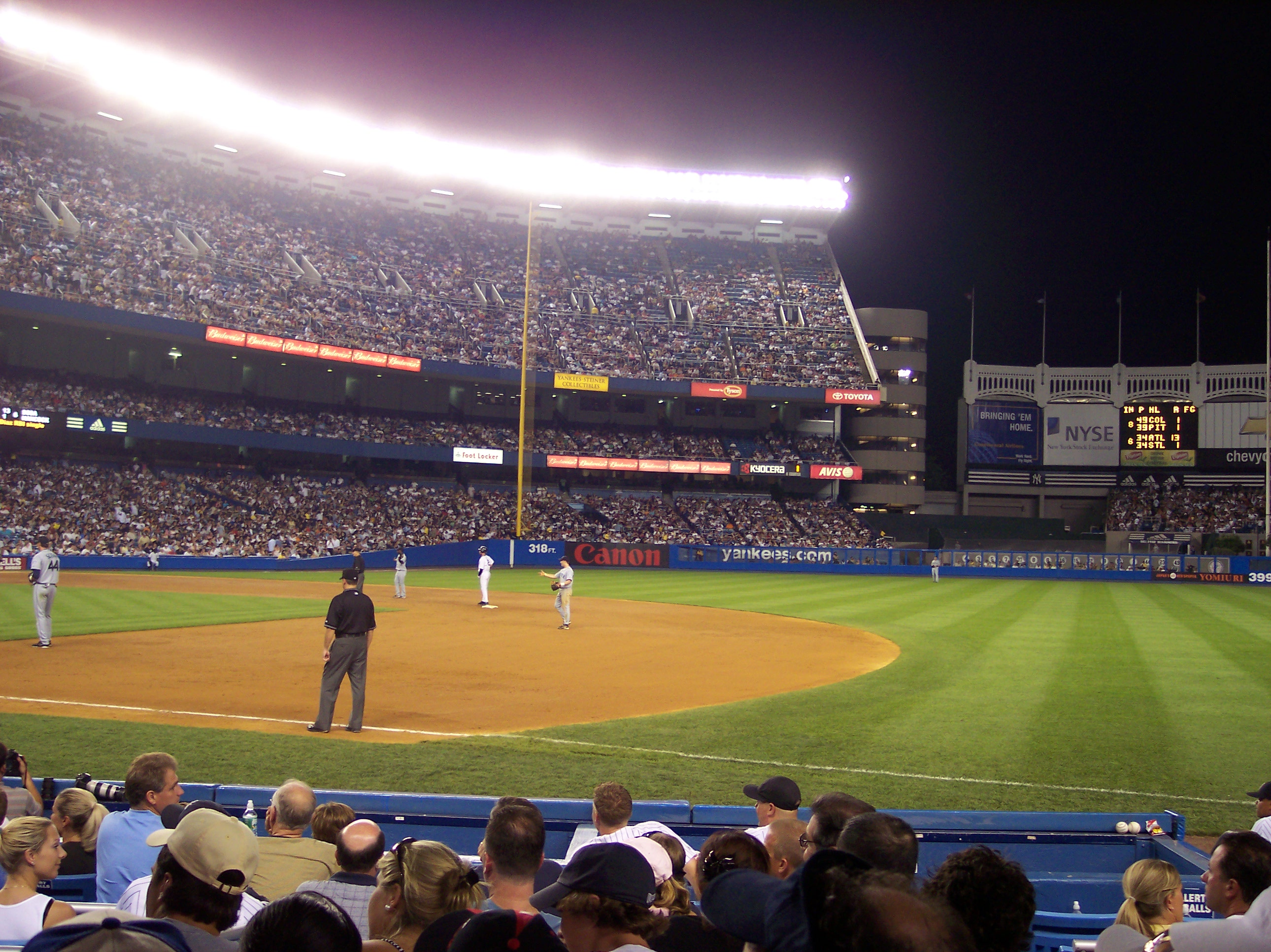
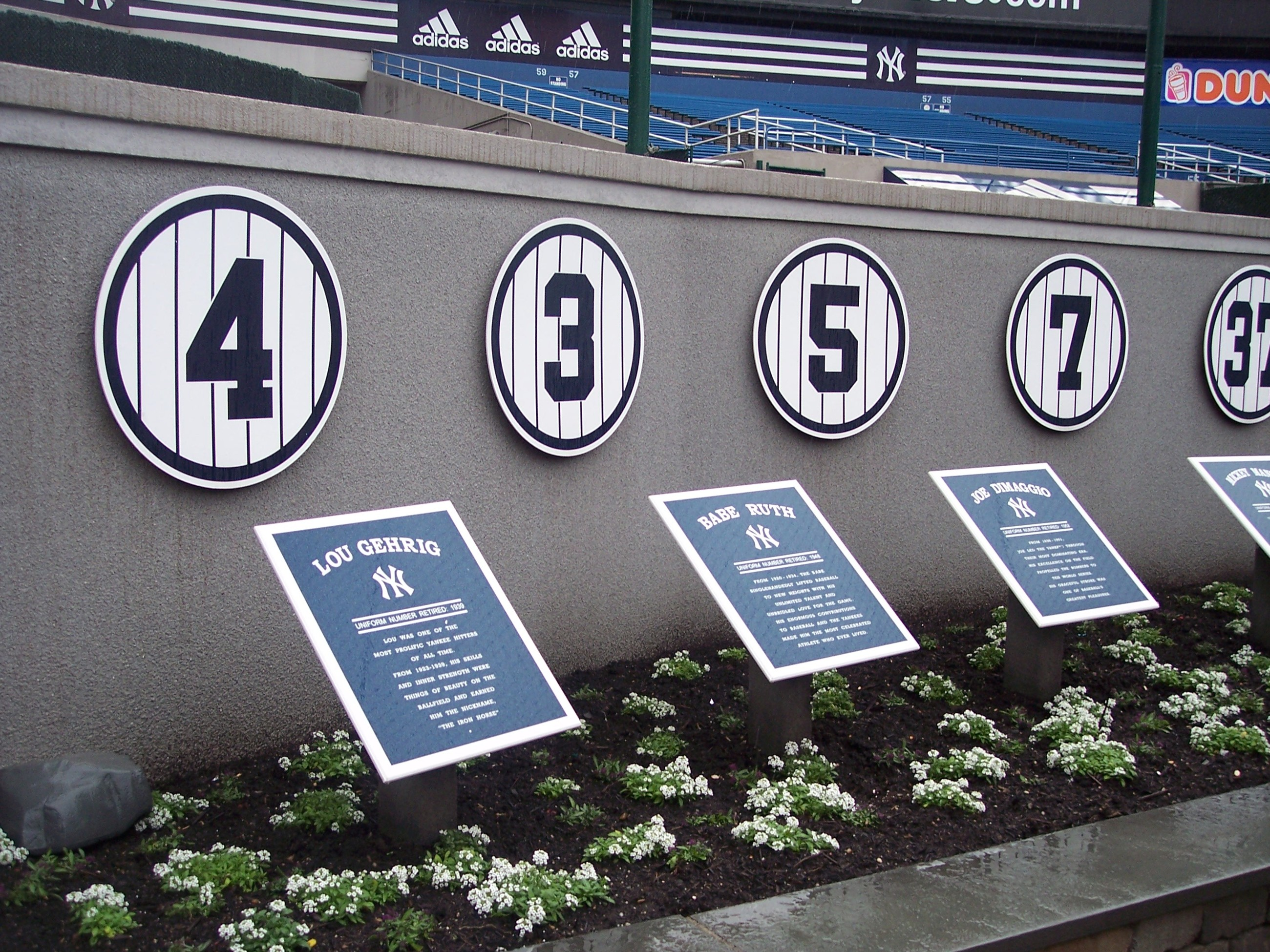
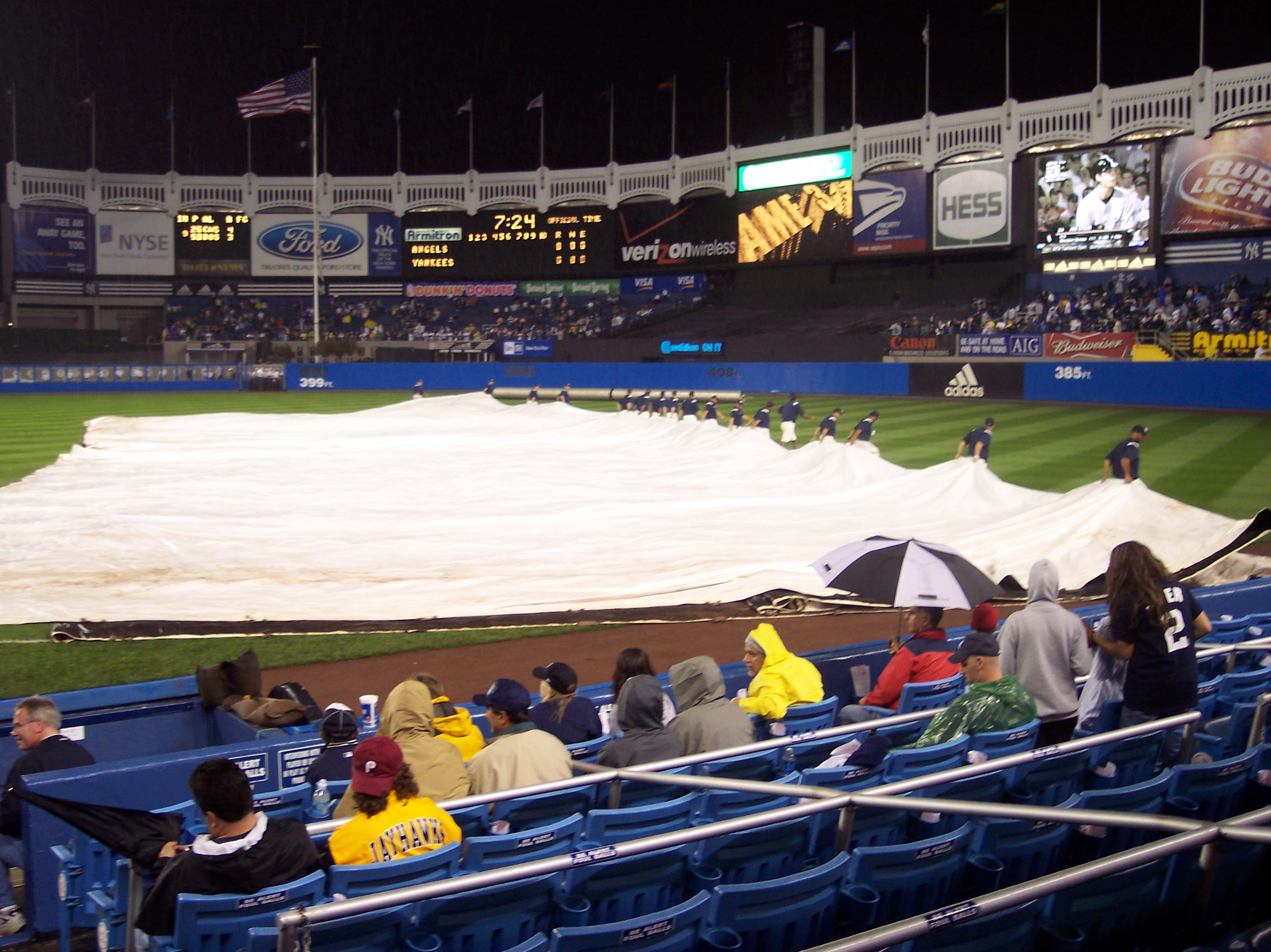
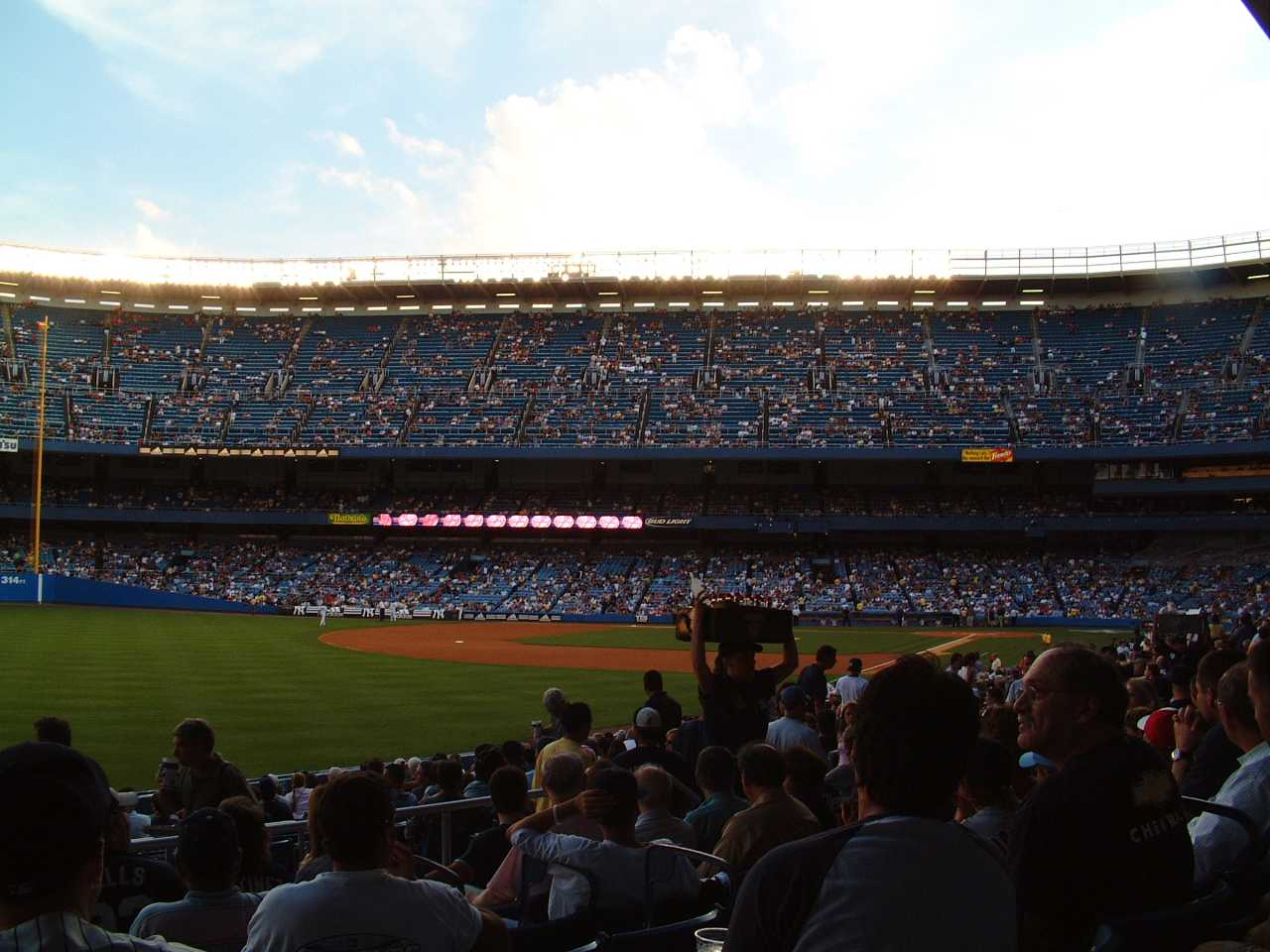
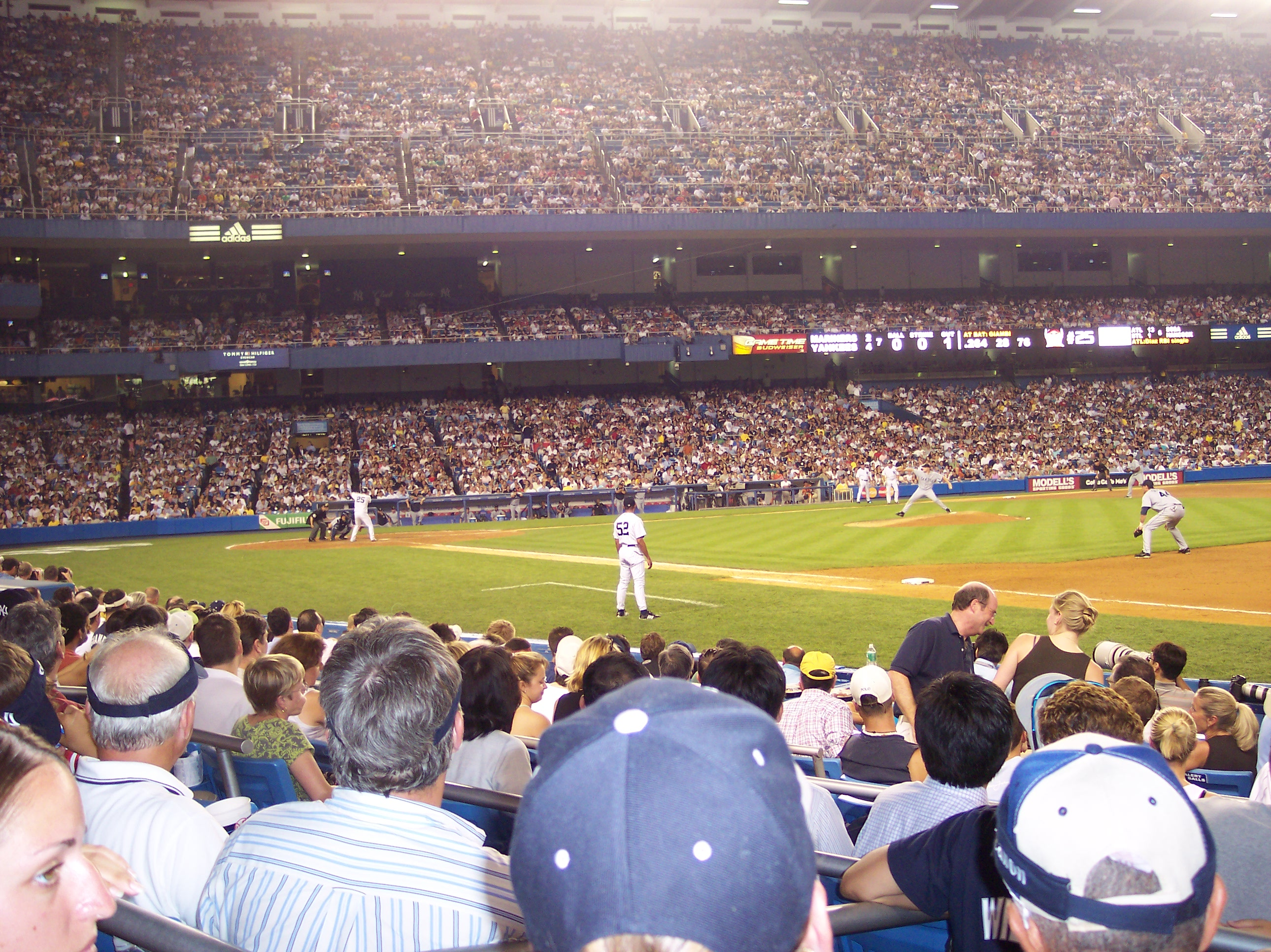
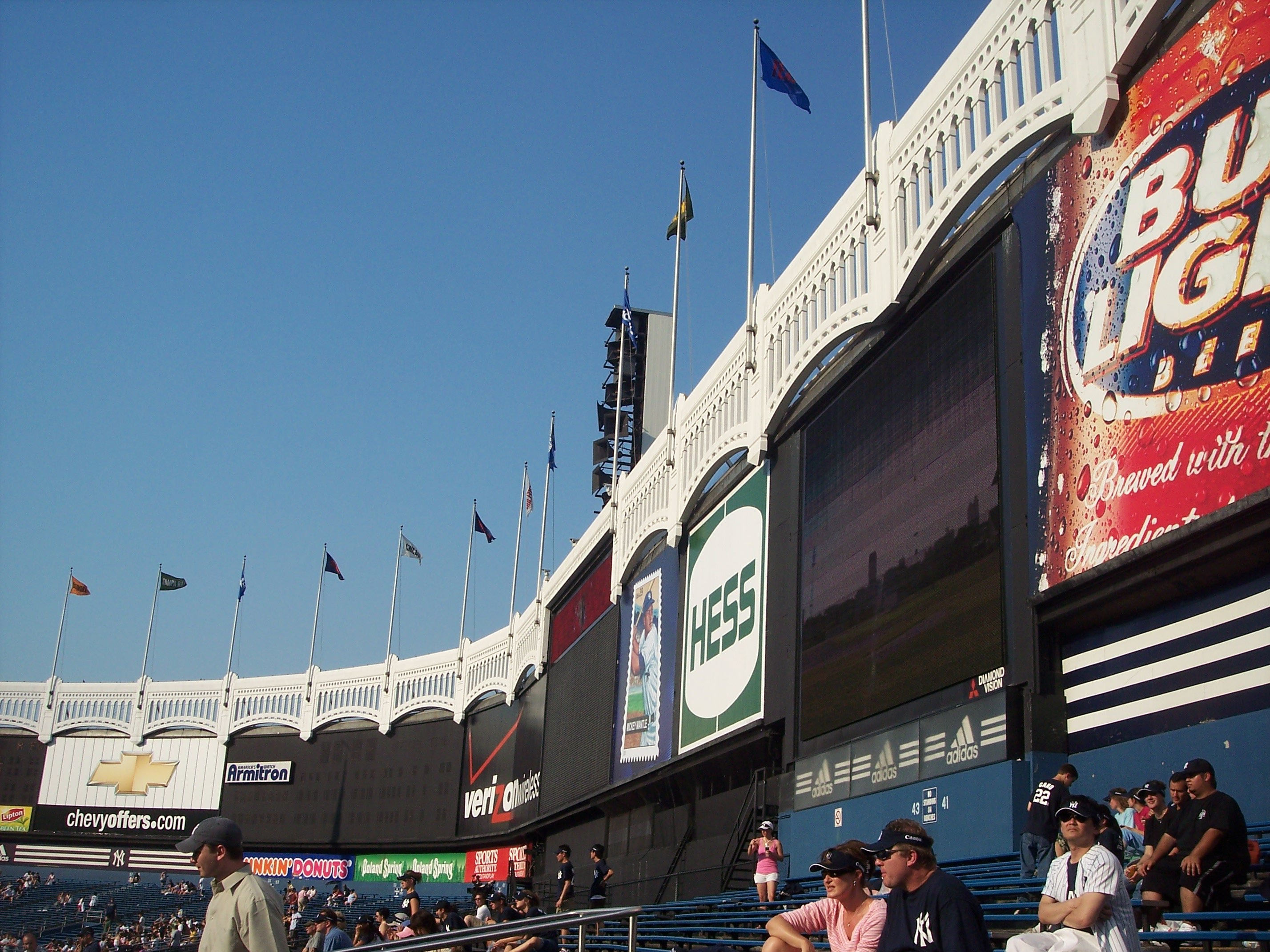
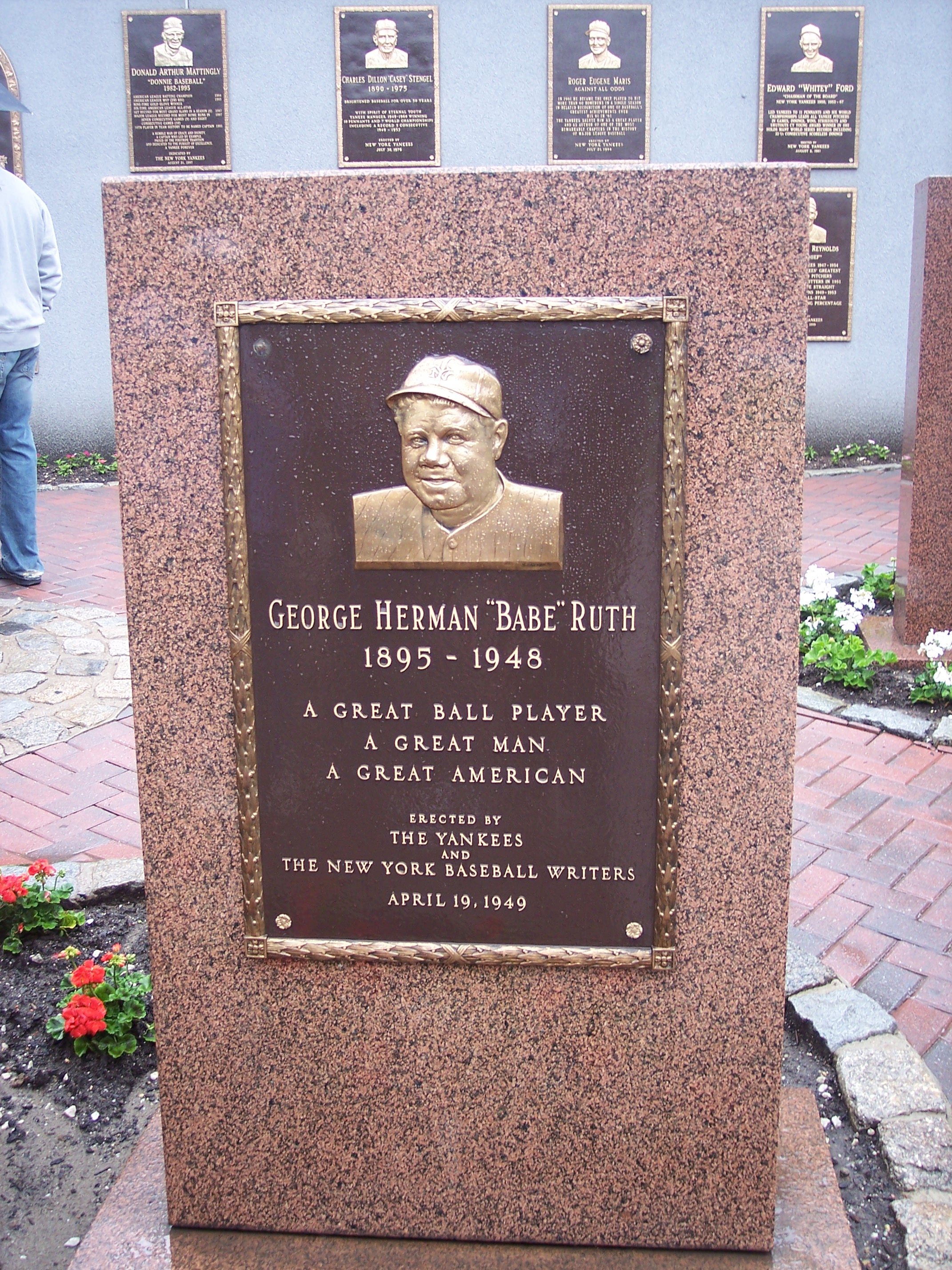
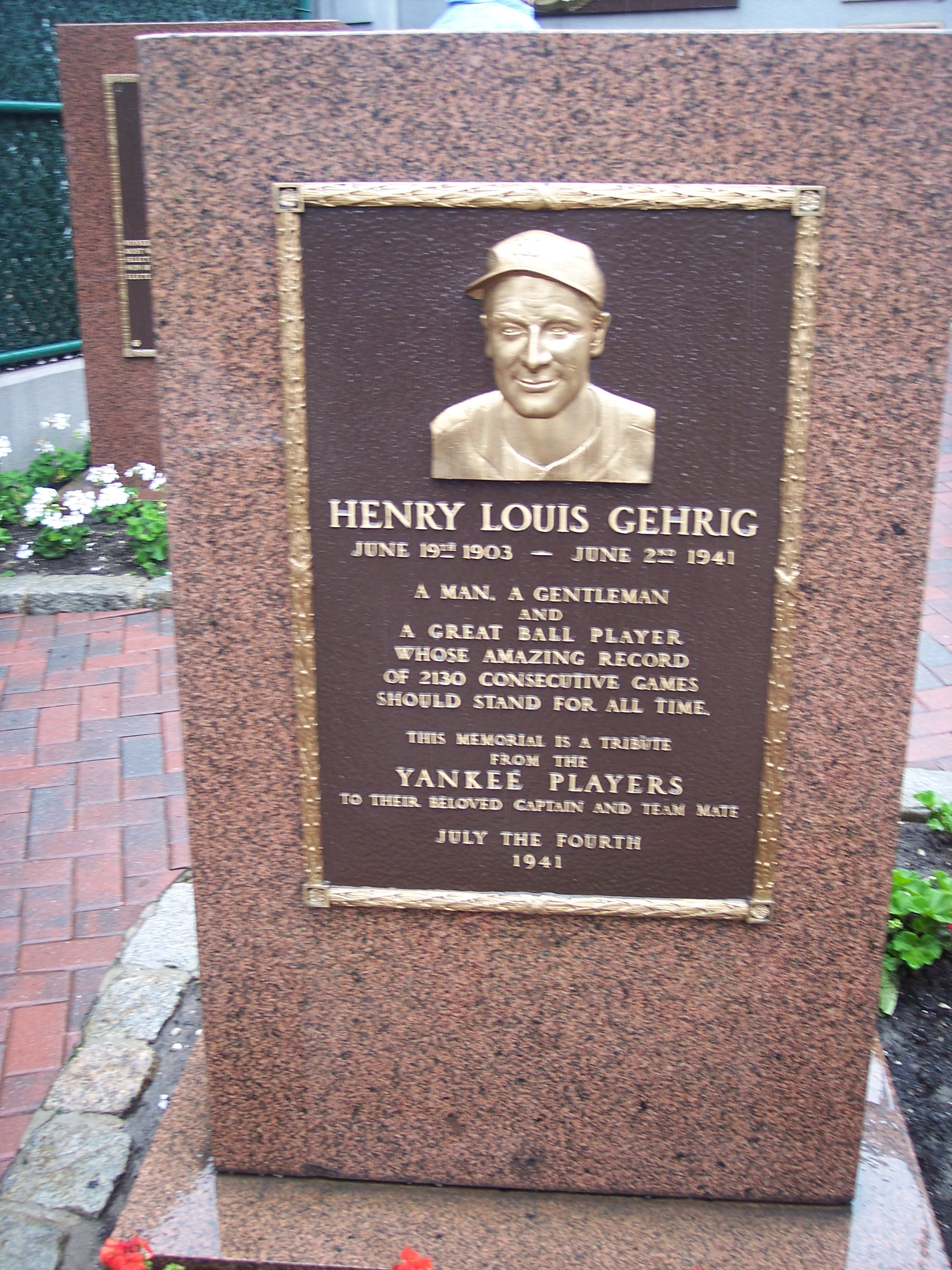

## Dimensions
- Champ gauche - 318 pieds (97 mètres)
- Champ centre gauche - 399 pieds (121 m)
- Champ centre - 408 pieds (124 m)
- Champ centre droit - 385 pieds  (117 m)
- Champ droit - 314 pieds (96 m)